# Petri György
Petri György (Budapest, 1943. december 22. – Budapest, 2000. július 16.) Kossuth- és József Attila-díjas magyar költő, műfordító, újságíró, a Digitális Irodalmi Akadémia alapító tagja.

## Életpályája
A költőnek nehéz gyermekkora volt. Szülei a mai Vajdaság területén ismerkedtek össze, hosszú éveken át, egészen 1941-ig Belgrádban éltek, majd a második világháború alatt Budapestre menekültek. 1945 után édesanyja polgári alkalmazottként a Magyar Néphadseregnél dolgozott. Édesapja, korai haláláig, üzletkötő volt Budán, a Vízivárosban.
A Medve utcai általános iskolában tanult 1954-1958 között. Gimnáziumi tanulmányait a Toldy Ferenc Gimnáziumban folytatta. Gyermekkorában vallásos nevelést kapott, a Battyhány téri  
Szent Anna-templomban ministrált. Fiatal korában romantikusan végletes érzelmek fűzték Kepes Sára költőhöz, aki azonban sokadik öngyilkossági kísérletében meghalt. Ezután feleségül vette Mosonyi Aliz költőt, újságírót, akitől Anna nevű lánya született. Második felesége Harsányi Éva volt, Petri Lukács Ádám újságíró édesanyja. Harmadik felesége a verseiben Mayaként megörökített Nagy Mária volt. Végakaratának megfelelően a dunaalmási temetőben mellette helyezték örök nyugalomra.

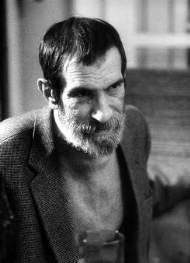
Halála előtt (Szilágyi Lenke felvétele)

1966-tól az ELTE magyar–filozófia szakára járt. 1974-től szabadfoglalkozású író. 1975–1988 között publikálási tilalom alá helyezték, versei szamizdatban és külföldön jelentek meg. 1981-1989 között a Beszélő című szamizdat lap szerkesztője volt, és fontos figurája a magyar demokratikus ellenzéknek. 1989-től haláláig a Holmi szerkesztőbizottságának is tagja volt. Ezekben az években Pap Máriával élt együtt.
Első versei a Kortársban és az Élet és Irodalomban jelentek meg, majd évekre elhallgatott. Első kötete, a Magyarázatok M. számára sikert aratott.
1994-ben az SZDSZ országgyűlési képviselőjelöltje volt, de még azon év őszén kilépett a pártból.
1996-ban az országgyűlésben Torgyán József interpellált, elfogadhatatlannak tartva Petri György és Esterházy Péter író Kossuth-díját: Petri György Zakatol a szentcsalád / Isten tömi Máriát… kezdetű Apokrif című verse, illetve Esterházy Péter Így gondozd a magyarodat! című hangjátéka kapcsán, vallás- és nemzetgyalázó szerzők támogatásával vádolta meg a kormány kultúrpolitikáját. A megvádolt írókat Radnóti Sándor és Pető Iván vette védelmébe.
1998-ban bizonyosodott be, hogy gégerákja van. 2000. július 16-án halt meg, temetése július 22-én volt Dunaalmáson: a ravatalnál Réz Pál, a sírnál Várady Szabolcs búcsúztatta.
Az N&n Galéria Alapítvány rá emlékezve alapította meg 2010-ben a Petri György-díjat, amelyet minden évben a költő születése évfordulóján, december 22-én adnak át. A díjra olyan – elsősorban fiatal – költő, író, drámaíró vagy esszéíró esélyes, akinek még nem jelent meg önálló kötete.
Emlékére – születésének 80. évfordulóján – emléktáblát avatott egykori lakóháza, az Eötvös utca 22. falán a Kertész Imre Intézet.

## Művei

### Szépirodalmi művek

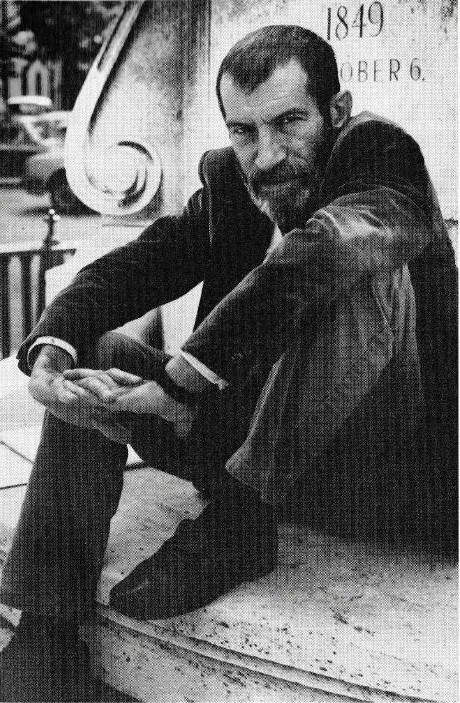
Portréja a Szép versek antológiában (Kecskeméti Kálmán felvétele)

- Magyarázatok M. számára; Szépirodalmi, Budapest, 1971
- Körülírt zuhanás; Szépirodalmi, Budapest, 1974
- Örökhétfő; AB Független, Budapest, 1981
- Szféra-antológia, 1980–1982. Zárójelentés. Dalos György, Farkas Péter, Fráter András, Garaczi László, Hajdu Zsuzsa, Könczöl Csaba, Mezei Péter, Németh Gábor, Petri György, Tóth Gábor írásaiból; s.n., Budapest, 1982 [szamizdat]
- Hólabda a kézben. Versek, 1982-1984; HHRF-CHRR, New York, 1984
- Azt hiszik; AB Független, Budapest, 1985
- Valahol megvan. Válogatott és új versek; Szépirodalmi, Budapest, 1989
- Ami kimaradt; Aura, Budapest, 1989
- Valami ismeretlen. Versek; Jelenkor, Pécs, 1990
- Petri György versei; Szépirodalmi, Budapest, 1991
- Szerb János: Ha megszólalnék; válogatta, szerkesztette, utószót írta: Petri György; Orpheusz Könyvek, Budapest, 1990
- Sár; Jelenkor, Pécs, 1993 (Élő irodalom sorozat)
- Beszélgetések Petri Györggyel; Pesti Szalon, Budapest, 1994
- Petri György válogatott versei; válogatta, utószót írta: Balassa Péter; Unikornis, Budapest, 1996 (A magyar költészet kincsestára)
- Versek, 1971–1995; rajz Forgách András; Jelenkor, Pécs, 1996 (Petri György művei)
- Amíg lehet; Magvető, Budapest, 1999
- A szabadság hagyománya. A magyar politikai költészet klasszikusai. Petri Györggyel beszélget Kisbali László és Mink András; Beszélő, Budapest, 2001
- Összegyűjtött versek; Magvető, Budapest, 2003 (Petri György munkái, 1.)
- Összegyűjtött műfordítások; Magvető, Budapest, 2004 (Petri György munkái, 2.)
- Összegyűjtött interjúk; Magvető, Budapest, 2005 (Petri György munkái, 3.)
- Próza, dráma, vers, naplók és egyebek; Magvető, Budapest, 2007 (Petri György munkái, 4.)
- Válogatott versek; Magvető, Budapest, 2008

#### Idegen nyelven
- Zur Hoffnung verkommen. Gedichte; szerkesztette, németre fordította: Hans-Henning Paetzke; Suhrkamp, Frankfurt am Main, 1986 (Edition Suhrkamp. 1360, N. F. 360.)
- Schöner und unerbittlicher Mummenschanz. Gedichte. Ungarisch-Deutsch; szerkesztette, németre fordította: Hans-Henning Paetzke; Suhrkamp, Frankfurt am Main, 1989 (Edition Suhrkamp. Neue Folge, 528.)
- L’époque d’imbéciles intrépides arrive. Poèmes; franciára fordította: Bajomi Iván et al.; Font, Budapest, 1991
- Night song of the personal shadow. Selected poems; angolra fordította: Clive Wilmer, George Gömöri; Bloodaxe, Newcastle upon Tyne, 1991
- Vorbei das Abwägen, vorbei die Abstufungen. Gedichte, ungarisch und deutsch; szerkesztette, németre fordította: Hans-Henning Paetzke; Ammann, Zürich, 1995
- Básně. 1971–1995; csehre fordította: Lucie Szymanowská; Chance, Praha, 1998
- Eternal Monday. New & selected poems; angolra fordította: Clive Wilmer, George Gömöri, előszó: Elaine Feinstein; Bloodaxe, Newcastle upon Tyne, 1999
- Ivicata, ot slnceto ogrjana. Izbrana poezija 1966–2000; bolgárra fordította: Martin Hristov, szerkesztette: Mesterházi Mónika; Ergo, Szófia, 2014 (Moderna evropejska lira)

### Műfordítások
- Volker Braun versei; válogatta, fordította: Petri György; Európa, Budapest, 1986 (Új Pegazus)
- Molière: Drámák; fordította: Jelenkor, Pécs, 1995
- Karl R. Popper: A tudományos kutatás logikája; fordította: Petri György, Szegedi Péter; Európa, Budapest, 1997
- Molière: Drámák; fordította: Petri György; 2. bővített, javított kiadás; Jelenkor, Pécs, 1999

## Díjai, elismerései
- Az Európa Könyvkiadó Nívódíja (1986)
- A Mikes Kelemen Kör Díja (1988) (Hollandia)
- Déry Tibor-díj (1989, 1994)
- A Jövő Irodalmáért Díj (1989)
- József Attila-díj (1990)
- Az Örley Kör Díja (1990)
- Az Év Könyve Jutalom (1991)
- A Soros Alapítvány Életműdíja (1992)
- A Színházi Kritikusok Céhének Különdíja (Molière Don Juanjának fordításáért) (1995)
- Nagy Imre-emlékplakett (1995)
- Weöres Sándor-díj (Soros) (1995)
- Kossuth-díj (1996)
- Nicolaus Lenau-díj (1997)
- Pro Urbe Budapest (1998)
- Üveggolyó-rend (1998)